# Good Night
Good Night (česky lze volně přeložit jako Dobrou noc nebo Dobrá noc) je první z čtyřiceti osmi dílů původních skečů Simpsonových. Svou premiéru měl ve třetím dílu pořadu The Tracey Ullman Show na televizní stanici Fox ve Spojených státech 19. dubna 1987. V Česku tento díl nikdy nebyl vysílán. Tento díl poprvé uvádí rodinu Simpsonových – Homera, Marge, Barta, Lízu a Maggie – v televizi.

## Zápletka
Homer a Marge dávají svým dětem dobrou noc, ale vše nejde podle plánu. Bart se snaží zeptat na rozum, ale zůstává v úvahách, protože nedostane pořádnou odpověď. Líza se bojí, že ji štěnice sežerou poté, co slyší Marge říkat: „Nenech se pokousat štěnicemi.“. Maggie je vyděšená textem písně „Rock-a-bye Baby“. Nakonec se všechny tři děti rozhodnou spát v posteli svých rodičů. 

## Původ
Groening poprvé vymyslel Simpsonovy v hale kanceláře Jamese L. Brookse. Byl zavolán, aby předložil sérii krátkých animovaných filmů, a měl v úmyslu představit svůj komiks Life in Hell. Když si uvědomil, že animace Life in Hell by vyžadovala, aby se vzdal publikačních práv na své životní dílo, rozhodl se Groening vydat jiným směrem. Narychlo načrtl svou verzi dysfunkční rodiny a postavy pojmenoval podle své vlastní rodiny. Bart byl vytvořen po vzoru Groeningova staršího bratra Marka, ale dostal jiné jméno, které bylo vybráno jako anagram slova „brat“ (česky „spratek“).

## Produkce
Tento skeč napsal a storyboard vytvořil Groening. Animace na něm začala 23. března 1987. Rodina byla nakreslena hrubě, protože Groening předložil animátorům základní náčrty s tím, že je vyčistí; místo toho jen obkreslili jeho kresby. Vznikl ve společnosti Klasky Csupo, animátory byli Wes Archer, David Silverman a Bill Kopp.
Epizoda je někdy považována za první epizodu 0. řady Simpsonových, její výrobní číslo je MG01. V syndikačním vysílání bylo vystřiženo 11 vteřin. Krátký film se skládal ze čtyř částí, které trvaly 24, 15, 33 a 33 vteřin. Poté, co se skeč přehraje od začátku do konce ve Slavnostní epizodě Simpsonových, Troy McClure, který má ve tváři nevěřícný výraz, jako by klip nikdy předtím neviděl, zakryje svůj výraz rozpačitým smíchem a neupřímně poznamenává: „Vždyť se ani trochu nezměnili, že?“, což je komentář k tomu, jak se vzhled a osobnost postav změnily od skeče do vysílání této epizody.

## Přijetí
FilmThreat napsal: „Tato temná dětská říkanka je zábavná a znepokojivá. Homerův hlas je naprosto mimo, nic podobného neobstojí ani dnes, a je zajímavé sledovat, jak daleko se od těchto prvních náběhů k animaci dostali.“. Todd Doogan z The Digital Bits byl smutný, že „na DVD s první řadou se objevil pouze (jeden) z původních skečů The Tracey Ullman Show. Přesto ten, který dostanete, dokonale ilustruje, jak daleko seriál došel.“ DVD.net jej popisuje jako „Simpsonovy, jak je někteří z vás možná ještě neviděli, nakreslené rukou samotného Matta Groeninga a vypadající trochu hůře“. Colin Jacobson z DVD Movie Guide uvádí: „Viděl jsem několik dalších skečů Ullman Show a myslím si, že jsou téměř nekoukatelné, takže nemohu říct, že by mi chyběly, alespoň ne pro jejich zábavnou hodnotu. Byly by však pěkným historickým doplňkem, takže je škoda, že se nám dostává pouze tohoto jediného klipu. Ten vůbec první odvysílaný, Good Night Simpsons, trvá 115 nevtipných vteřin.“. Digital Fix uvádí, že krátký přídavek na DVD „předvádí vynikající smysl pro humor, který ze Simpsonových udělal to, čím jsou dnes“, a že „kvalita obrazu je docela dechberoucí (vzhledem ke stáří těchto skečů), zatímco zvuk je standardní DD2.0 Stereo“. Dodává, že „jde o upoutávku na něco, čeho se údajně nikdy nedočkáme (všech 48 skečů na DVD)“, a přeje si, aby byl vybrán skeč, který nebyl uveden v budoucí Slavnostní epizodě, a proto byl vydán na Box setu 7. řady. Planet Simpson uvádí, že „kresba a animace byly nehorázně hrubé, tlustospisové a primárně barevné“ a že „viněty byly příliš krátké na něco tak sofistikovaného jako ‚vývoj postavy‘ “. Dodává, že „ústřední gag o dětech, které nacházejí ironickou hrůzu ve frázích na dobrou noc“, byl velmi zjednodušený, a pochybuje, že mnoho lidí vůbec odvysílání skeče sledovalo. Kniha však vysvětluje význam skeče jako „první dětské krůčky instituce, která se později stala jedním z nejsledovanějších televizních pořadů na světě a nejvlivnějším kulturním podnikem své doby“.

## Vydání
Skeč se nachází na disku 3 DVD The Simpsons: The Complete First Season.